# Eliot Spizzirri
Eliot Spizzirri (* 23. Dezember 2001 in Greenwich, Connecticut) ist ein US-amerikanischer Tennisspieler.

## Karriere
Bis 2019 spielte Spizzirri auf der ITF Junior Tour, wo er mit Rang 20 seine höchste Notierung in der Jugend-Rangliste erreichen. Sein bestes Abschneiden bei einem Grand-Slam-Turnier gelang ihm 2019 bei seinem letzten Juniorenturnier, den US Open, als er im Doppel an der Seite von Tyler Zink das Turnier überraschend gewann. Weitere Titel gewann er im Doppel beim Banana Bowl sowie beim J1 Santa Croce sull’Arno, beides Turniere der niedrigeren Turnierkategorie.
2020 begann Spizzirri ein Studium an der University of Texas, wo er auch College Tennis spielte, wo er 2023 seinen Abschluss machte.
Bei den Profis spielte Spizzirri während seiner Junioren- und Studienzeit. Mitte 2019 spielte er erstmals Turniere auf der drittklassigen ITF Future Tour. In diesem Jahr schaffte er einen Doppeltitel zu gewinnen. Nach einem Jahr ohne Turnierteilnahmen siegte Spizzirri im Einzel auch erstmals im Finale. Im Doppel gewann er sein zweites Turnier. In diesem Jahr stellte er im Einzel mit Rang 642 und im Doppel mit Platz 795 seinen Bestwert in der Weltrangliste auf. Zum bisher größten Match seiner Karriere kam der US-Amerikaner im August desselben Jahres bei den US Open. Er erhielt von den dortigen Turnierverantwortlichen eine Wildcard für das Doppelfeld, wo er an der Seite von Zink, seinem Doppelpartner vom US-Open-Sieg 2019, antrat. Sie bekamen es mit der Nummer 3 der Setzliste, der Paarung aus Pierre-Hugues Herbert und Nicolas Mahut, zu tun und schieden in zwei Sätzen aus. In der Einzel-Qualifikation überraschte er hingegen, als er die Nummer 162 der Welt, Alejandro Tabilo aus Chile, in drei Sätzen besiegte und gegen Henri Laaksonen nur knapp verlor. Im Jahr 2022 spielte Spizzirri noch keine Turniere.
Sein Zwillingsbruder Nicholas Spizzirri ist Squashprofi.

## Erfolge
| Legende (Anzahl der Siege) |
| Grand Slam                 |
| ATP Finals                 |
| ATP Tour Masters 1000      |
| ATP Tour 500               |
| ATP Tour 250               |
| ATP Challenger Tour (4)    |

### Einzel

#### Turniersiege
| Nr. | Datum        | Turnier   | Belag     | Finalgegner        | Ergebnis      |
| --- | ------------ | --------- | --------- | ------------------ | ------------- |
| 1.  | 2. März 2025 | San Diego | Hartplatz | Mackenzie McDonald | 6:4, 2:6, 6:4 |

### Doppel

#### Turniersiege
| Nr. | Datum          | Turnier   | Belag     | Partner        | Finalgegner                      | Ergebnis           |
| --- | -------------- | --------- | --------- | -------------- | -------------------------------- | ------------------ |
| 1.  | 5. August 2023 | Lexington | Hartplatz | Tyler Zink     | George Goldhoff Vasil Kirkov     | 4:6, 6:3, [10:8]   |
| 2.  | 4. Januar 2025 | Canberra  | Hartplatz | Ryan Seggerman | Pierre-Hugues Herbert Jérôme Kym | 1:6, 7:5, [10:5]   |
| 3.  | 1. März 2025   | San Diego | Hartplatz | Tyler Zink     | Juan José Bianchi Noah Zamora    | 6:73, 7:64, [10:8] |